# Medaglia commemorativa per l'850º anniversario di Mosca
La medaglia commemorativa per l'850º anniversario di Mosca (in russo Меда́ль «В па́мять 850-ле́тия Москвы́»?, Medal' «V pamjat' 850-letija Moskvy») è stato un premio statale della Federazione Russa.

## Storia
La medaglia è stata istituita il 26 febbraio 1997 ed è stata abolita il 7 settembre 2010.

## Assegnazione
La medaglia veniva assegnata ai partecipanti alla difesa di Mosca, che hanno beneficiato di una medaglia per la difesa di Mosca, a chi abbia lavorato a Mosca durante la grande guerra patriottica del 1941-1945, alle persone che hanno ricevuto la Medaglia commemorativa per l'800º anniversario di Mosca e ai cittadini che abbiano dato un grande significativo allo sviluppo della città di Mosca.

## Insegne
- La medaglia era di ottone. Il dritto recava l'immagine di san Giorgio a cavallo che trafigge il drago. Sul lato sinistro del dritto, seguendo la circonferenza medaglia, la scritta in rilievo "Mosca 850" (Russo: Москва 850). Sul retro, una corona di alloro sull'intera circonferenza salvo la parte più alta, nel suo centro la scritta in rilievo "1147" sopra la scritta "1997".
- Il nastro era rosso con sul lato destro i colori della bandiera russa.